# Survivre ! Survivre !
Survivre! Survivre! est un roman écrit par Michel Tremblay, paru en 2014.

## Résumé
En septembre 1935, sur Montréal, semble souffler un vent de liberté. Au club Paradise, la duchesse de Langeais, alias Édouard, fait son entrée fracassante. Pendant ce temps, Maria Desrosiers, la mère, accompagnée de Fulgence, se rend à Québec. Sur le Plateau Mont-Royal, d'autres membres de la famille Desrosiers décident d'affronter des vieux dilemmes au risque de subir les aléas de la désillusion : Tititte et le docteur Woolf, Théo et la belle Fleurette, tout comme Teena et son fils Ernest, ou encore Ti-Lou et ses cinquante paires de souliers kitsch. Or, seule Victoire, l'aïeule, semble goûter à une vraie liberté quand, après un silence de plusieurs années, elle se lance dans des aveux propres à ébranler toute la famille.